# Magnac-Lavalette-Villars
Pour les articles homonymes, voir Magnac, Villars et Magnac-Laval.
Magnac-Lavalette-Villars (Manhac e Vilars en limousin, dialecte occitan) est une ancienne commune du Sud-Ouest de la France, située dans le département de la Charente (région Nouvelle-Aquitaine). Elle fusionne en 2025 dans la nouvelle commune de Magnac-lès-Gardes.
Ses habitants sont les Magnacois et les Magnacoises.

## Géographie

### Localisation et accès
Magnac-Lavalette-Villars est une commune du Pays de Lavalette située à 3 km au nord-ouest de Villebois-Lavalette et 18 km au sud-est d'Angoulême.
Le bourg de Magnac-Lavalette est aussi à 6,5 km au sud de Dignac et 8 km du département de la Dordogne. Le bourg de Villars est à 2,7 km au nord-est de celui de Magnac.
La commune est traversée d'est en ouest par la D 5, route de Villebois à Blanzac, qui passe à 0,8 km au sud du bourg, et par la D 23, route de Villebois à Dignac, qui traverse l'est de la commune et passe par Villars, et mène à Dignac et à la D 939, route de Périgueux à Angoulême. La D 81, qui passe à l'ouest du bourg, mène aussi à Angoulême en passant par Torsac. La D 34 dessert le bourg de Magnac.

### Hameaux et lieux-dits
Hormis le bourg de Magnac-Lavalette et le petit village de Villars situé au nord-est, la commune comporte de nombreux petits hameaux qui sont très souvent des fermes : Rodas (ou le Ficot) à l'ouest sur la D 5, Lombre et le Maine Perry au sud sur cette même route, Légonie, la Cabane, la Signardie, etc..

### Communes limitrophes
|                | Dignac                   |                                                                   |
| Fouquebrune    | Magnac-Lavalette-Villars | Gardes-le-Pontaroux                                               |
| Boisné-La Tude | Ronsenac                 | Blanzaguet-Saint-Cybard (par un quadripoint), Villebois-Lavalette |

### Géologie et relief
La commune occupe un plateau calcaire datant du Crétacé, composé de Coniacien dans les parties basses et Santonien sur une grande partie centrale. On trouve le Santonien moyen et supérieur sur le Puy de Magnac (occupé par le château de la Mercerie), butte-témoin comme celle de Villebois-Lavalette, ainsi qu'au nord de la commune (Puy de Courolle et nord de Villars).
Ces sommets sont toutefois recouverts par endroits de dépôts du Tertiaire, sous forme de sable argileux, galets quartzeux, silex, en provenance du Massif central. Le Quaternaire a aussi altéré ces zones lors des glaciations, ainsi que certaines zones du Santonien. Pauvres, situées en hauteur et souvent boisées (pin maritime et châtaignier), elles sont appelées localement landes ou brandes,,.
La partie sud-ouest de la commune possède des cultures céréalières, alors que la moitié nord-est, au relief plus prononcé, est plus boisée.
Le point culminant est à une altitude de 223 m, situé au nord-ouest de Villars. Le point le plus bas est à 103 m, situé en limite orientale au bord du Voultron. Le bourg est à 178 m d'altitude. Le Puy de Magnac, sur le flanc duquel sont construits le château de la Mercerie au sud et le bourg à l'est, culmine à 221 m.

### Hydrographie

#### Réseau hydrographique

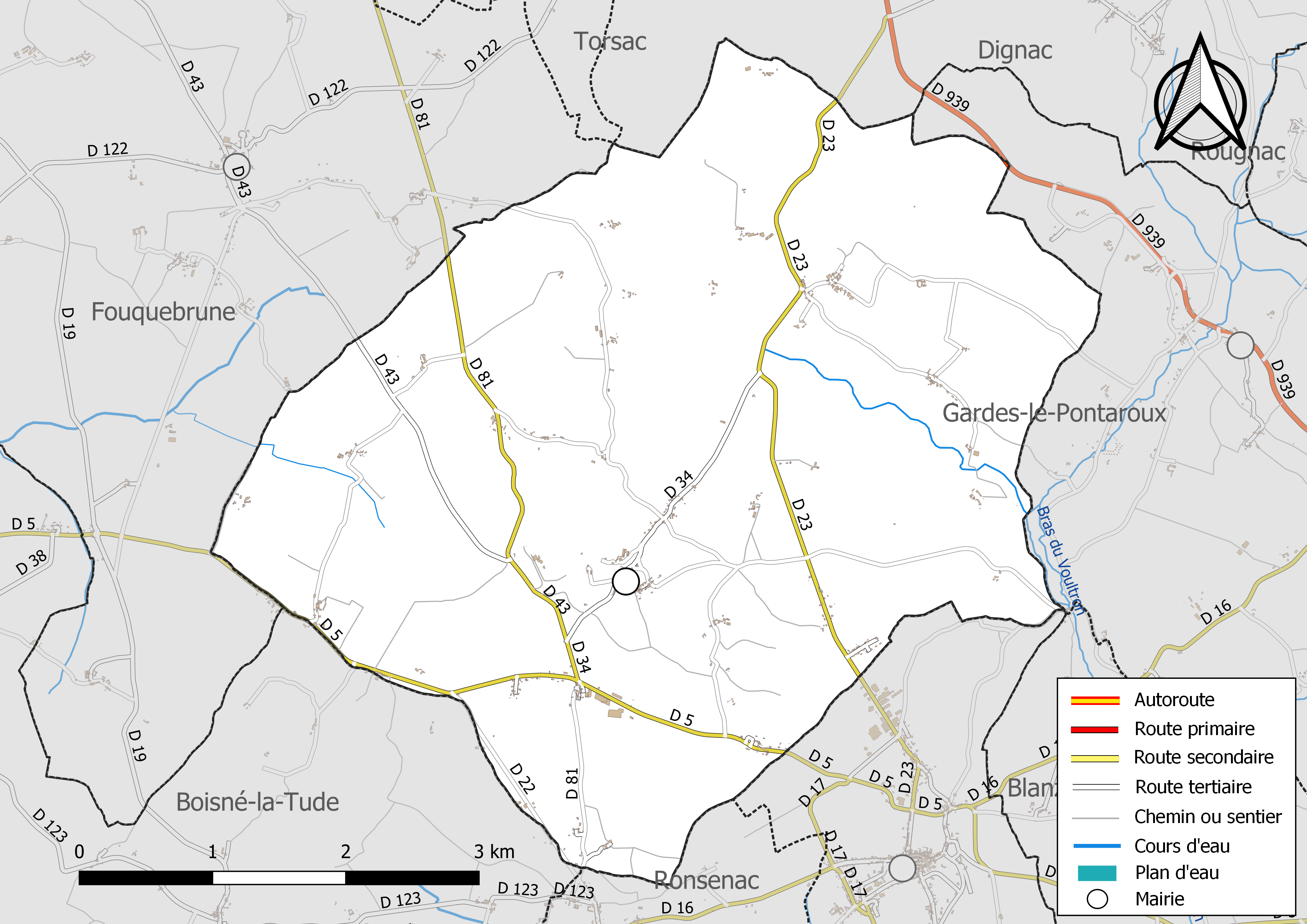
Réseaux hydrographique et routier de Magnac-Lavalette-Villars.

La commune est située dans le bassin versant de la Charente et  le bassin de la Dordogne au sein  du Bassin Adour-Garonne. Elle est drainée par un bras du Voultron et par deux petits cours d'eau, qui constituent un réseau hydrographique de 4 km de longueur totale,.
La commune est située sur la ligne de partage des eaux entre Charente à l'ouest (Boëme) et Garonne à l'est (Voultron, bassin de la Dordogne).
Le Voultron, affluent de la Lizonne et sous-affluent de la Dronne, passe à l'est de la commune et fait la limite avec Gardes-le-Pontaroux. Le reste de la commune est assez sec. On compte quelques sources et retenues d'eau, principalement près de Villars, ainsi qu'un petit affluent intermittent du Voultron qui prend naissance au pied de Villars au Pont Maubras.

#### Gestion des eaux
Le territoire communal est couvert par les schémas d'aménagement et de gestion des eaux (SAGE) « Charente » et « Isle - Dronne ». Le SAGE « Charente», dont le territoire correspond au bassin de la Charente, d'une superficie de 9 300 km2, a été approuvé le 19 novembre 2019. La structure porteuse de l'élaboration et de la mise en œuvre est l'établissement public territorial de bassin Charente. Le SAGE « Isle - Dronne», dont le territoire regroupe les bassins versants de l'Isle et de la Dronne, d'une superficie de 7 500 km2, a été approuvé le 2 août 2021. La structure porteuse de l'élaboration et de la mise en œuvre est l'établissement public territorial de bassin de la Dordogne (EPIDOR). Ils définissent chacun sur leur territoire les objectifs généraux d’utilisation, de mise en valeur et de protection quantitative et qualitative des ressources en eau superficielle et souterraine, en respect des objectifs de qualité définis dans le troisième SDAGE  du Bassin Adour-Garonne qui couvre la période 2022-2027, approuvé le 10 mars 2022.

### Climat
Comme dans les trois quarts sud et ouest du département, le climat est océanique aquitain.

## Urbanisme

### Typologie
Au 1er janvier 2024, Magnac-Lavalette-Villars est catégorisée commune rurale à habitat très dispersé, selon la nouvelle grille communale de densité à 7 niveaux définie par l'Insee en 2022.
Elle est située hors unité urbaine. Par ailleurs la commune fait partie de l'aire d'attraction d'Angoulême, dont elle est une commune de la couronne,. Cette aire, qui regroupe 94 communes, est catégorisée dans les aires de 50 000 à moins de 200 000 habitants,.

### Occupation des sols
L'occupation des sols de la commune, telle qu'elle ressort de la base de données européenne d’occupation biophysique des sols Corine Land Cover (CLC), est marquée par l'importance des territoires agricoles (74,2 % en 2018), une proportion sensiblement équivalente à celle de 1990 (73,5 %). La répartition détaillée en 2018 est la suivante : 
terres arables (68,3 %), forêts (25,8 %), zones agricoles hétérogènes (5,3 %), prairies (0,5 %). L'évolution de l’occupation des sols de la commune et de ses infrastructures peut être observée sur les différentes représentations cartographiques du territoire : la carte de Cassini (XVIIIe siècle), la carte d'état-major (1820-1866) et les cartes ou photos aériennes de l'IGN pour la période actuelle (1950 à aujourd'hui).

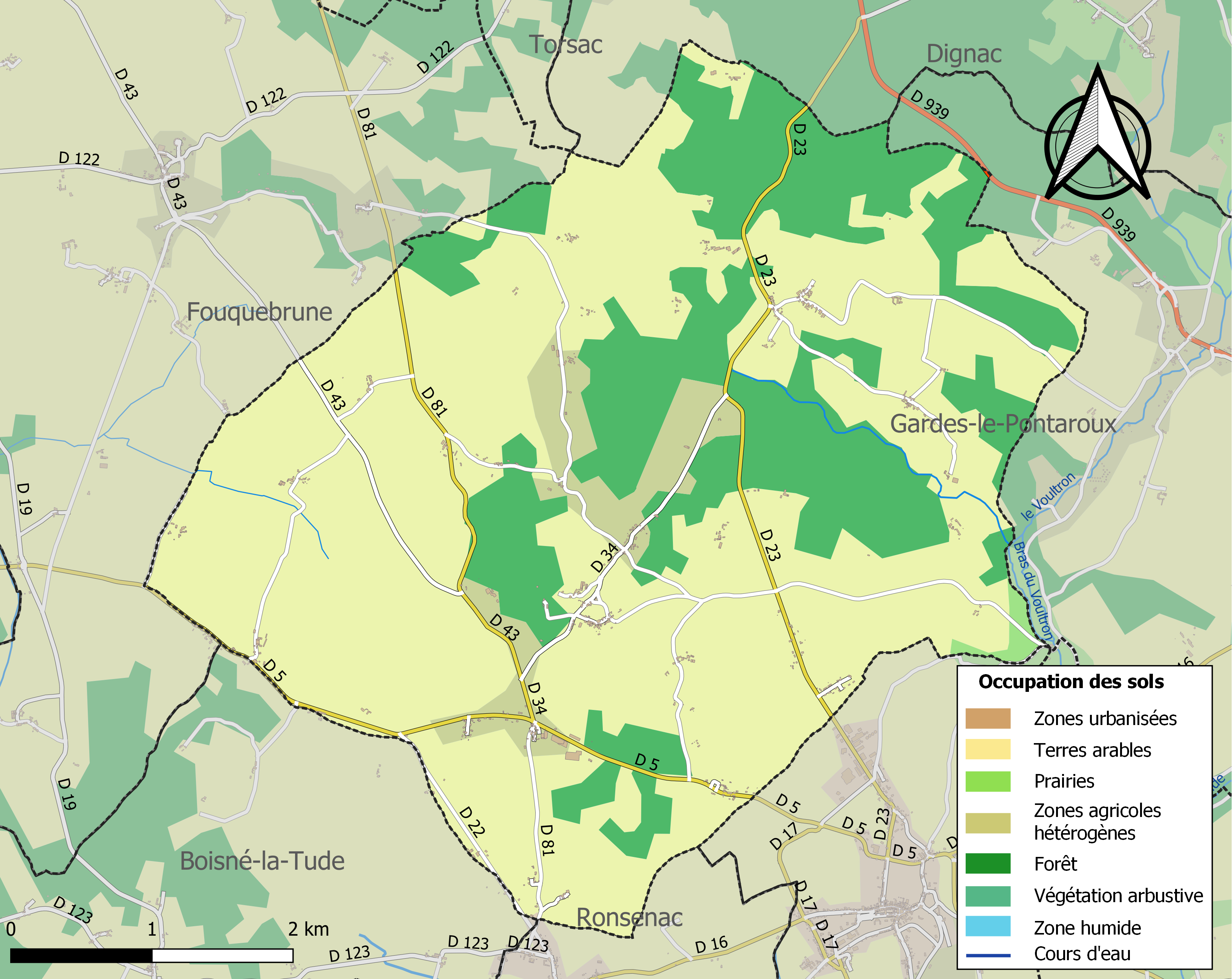
Carte des infrastructures et de l'occupation des sols de la commune en 2018 (CLC).

### Risques majeurs
Le territoire de la commune de Magnac-Lavalette-Villars est vulnérable à différents aléas naturels : météorologiques (tempête, orage, neige, grand froid, canicule ou sécheresse) et séisme (sismicité faible). Un site publié par le BRGM permet d'évaluer simplement et rapidement les risques d'un bien localisé soit par son adresse soit par le numéro de sa parcelle.

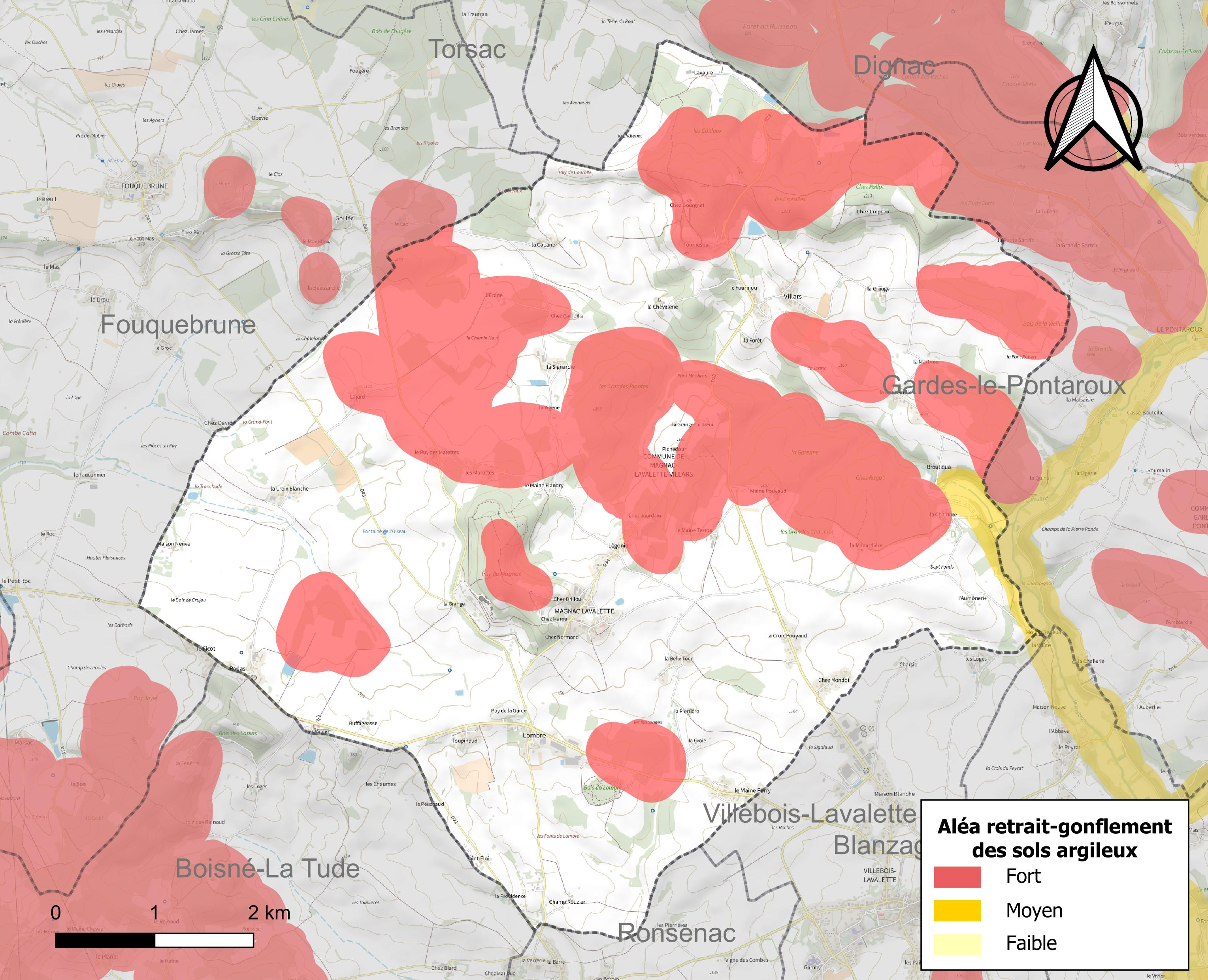
Carte des zones d'aléa retrait-gonflement des sols argileux de Magnac-Lavalette-Villars.

Le retrait-gonflement des sols argileux est susceptible d'engendrer des dommages importants aux bâtiments en cas d’alternance de périodes de sécheresse et de pluie. 35,7 % de la superficie communale est en aléa moyen ou fort (67,4 % au niveau départemental et 48,5 % au niveau national). Sur les 236 bâtiments dénombrés sur la commune en 2019,  42 sont en aléa moyen ou fort, soit 18 %, à comparer aux 81 % au niveau départemental et 54 % au niveau national. Une cartographie de l'exposition du territoire national au retrait gonflement des sols argileux est disponible sur le site du BRGM,.
Par ailleurs, afin de mieux appréhender le risque d’affaissement de terrain, l'inventaire national des cavités souterraines permet de localiser celles situées sur la commune.
La commune a été reconnue en état de catastrophe naturelle au titre des dommages causés par les inondations et coulées de boue survenues en 1982, 1983 et 1999. Concernant les mouvements de terrains, la commune a été reconnue en état de catastrophe naturelle au titre des dommages causés par la sécheresse en 2005 et 2011 et par des mouvements de terrain en 1999.

## Toponymie
Les formes anciennes de Magnac-Lavalette sont Magniaco en 1121, Manhaco en 1333, Meygnaco au XIIIe siècle, et de Villars, Villaribus au XIIIe siècle.
L'origine du nom de Magnac, comme Magnac-sur-Touvre, remonterait à un nom de personne gallo-romain Magnius auquel est apposé le suffixe -acum, ce qui correspondrait à Magniacum, « domaine de Magnius ».
Le nom Lavalette provient du canton de Lavalette, par l'intermédiaire du duché de Lavalette datant de 1622, du nom du duc d'Épernon, gouverneur de l'Angoumois et seigneur de Villebois. Créée Magnac en 1793, la commune ne s'appellera Magnac-Lavalette qu'au début du XXe siècle. Sur la carte d'État-Major de 1850, elle est encore orthographiée Magnac (et Lavalette pour le chef-lieu de canton, Villebois-Lavalette),.
L'origine du nom de Villars date de l'époque mérovingienne ou carolingienne. C'est la forme méridionale du latin villare, dérivé de villa, désignant donc une partie ou une dépendance de la villa, du domaine, donc une ferme, un écart, un hameau. Le nom Villars est assez répandu dans le sud de la France, jusqu'en Catalogne sous sa forme Vilar. Dans le nord de la France, c'est la forme Villiers.

### Limite linguistique
La commune marque la limite entre la langue d'oïl (domaine du saintongeais) à l'ouest et le domaine occitan (dialecte limousin) à l'est (Villars).
Elle se nomme Manhac-Vilars en occitan, Manhac e Vilars selon les règles d’écriture.

## Histoire
Sous l'Ancien Régime, la paroisse de Magnac était le fief de la famille Rousseau de Magnac, seigneur de Magnac et de la Mercerie.
Les registres de l'état civil de Magnac-Lavalette remontent à 1611.
Au Moyen Âge, Villars hébergeait un prieuré dépendant de l'archiprêtré de Gurat.
Principalement aux XIIe et XIIIe siècles, Villars se trouvait sur la branche orientale d'une variante nord-sud de la via Turonensis, itinéraire du pèlerinage de Saint-Jacques-de-Compostelle qui passait en Charente par Nanteuil-en-Vallée, Saint-Amant-de-Boixe, Angoulême, Dirac, Villebois-Lavalette, Gurat et Aubeterre.
Avant la Révolution, le logis de Magnac était habité par la famille de Gléné.
En 1970, les communes de Villars et de Magnac-Lavalette fusionnent sous le nom de Magnac-Lavalette-Villars.

## Administration

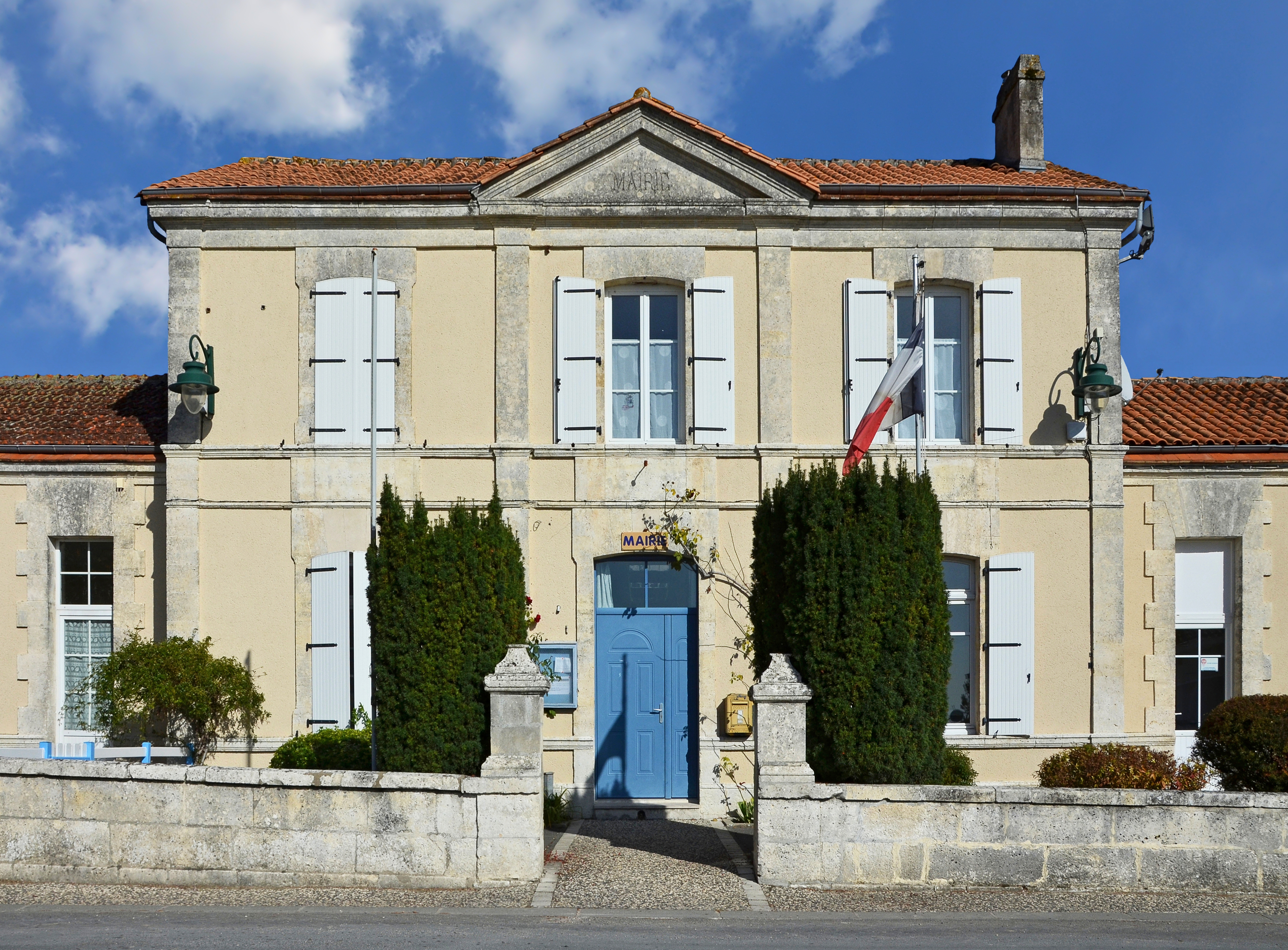
La mairie.

| Période                                  | Période  | Identité        | Étiquette              | Qualité                                                                        |
| ---------------------------------------- | -------- | --------------- | ---------------------- | ------------------------------------------------------------------------------ |
| Les données manquantes sont à compléter. |          |                 |                        |                                                                                |
| 1932                                     | 1983     | Raymond Réthoré | Radical puis Gaulliste | Propriétaire du château de la Mercerie Député de 1936 à 1940 et de 1958 à 1978 |
| depuis 2001                              | En cours | Didier Jobit    | UDI puis LR            | Sapeur-pompier Conseiller général puis départemental                           |

## Démographie

### Évolution démographique
L'évolution du nombre d'habitants est connue à travers les recensements de la population effectués dans la commune depuis 1793. Pour les communes de moins de 10 000 habitants, une enquête de recensement portant sur toute la population est réalisée tous les cinq ans, les populations de référence des années intermédiaires étant quant à elles estimées par interpolation ou extrapolation. Pour la commune, le premier recensement exhaustif entrant dans le cadre du nouveau dispositif a été réalisé en 2006.

En 2022, la commune comptait 487 habitants, en évolution de +10,93 % par rapport à 2016 (Charente : −0,48 %, France hors Mayotte : +2,11 %).
| 1793 | 1800 | 1806 | 1821 | 1831 | 1841 | 1846 | 1851 | 1856 |
| ---- | ---- | ---- | ---- | ---- | ---- | ---- | ---- | ---- |
| 616  | 737  | 574  | 673  | 714  | 666  | 700  | 691  | 724  |

| 1861 | 1866 | 1872 | 1876 | 1881 | 1886 | 1891 | 1896 | 1901 |
| ---- | ---- | ---- | ---- | ---- | ---- | ---- | ---- | ---- |
| 700  | 630  | 595  | 582  | 541  | 503  | 446  | 428  | 404  |

| 1906 | 1911 | 1921 | 1926 | 1931 | 1936 | 1946 | 1954 | 1962 |
| ---- | ---- | ---- | ---- | ---- | ---- | ---- | ---- | ---- |
| 369  | 420  | 366  | 357  | 358  | 366  | 389  | 337  | 328  |

| 1968 | 1975 | 1982 | 1990 | 1999 | 2006 | 2011 | 2016 | 2021 |
| ---- | ---- | ---- | ---- | ---- | ---- | ---- | ---- | ---- |
| 291  | 319  | 317  | 365  | 363  | 415  | 450  | 439  | 473  |

| 2022 | - | - | - | - | - | - | - | - |
| ---- | - | - | - | - | - | - | - | - |
| 487  | - | - | - | - | - | - | - | - |

Nota : Ce diagramme tient compte de la fusion avec la commune de Villars (54 habitants) en 1970.

### Pyramide des âges
La population de la commune est relativement jeune.
En 2018, le taux de personnes d'un âge inférieur à 30 ans s'élève à 33,1 %, soit au-dessus de la moyenne départementale (30,2 %). À l'inverse, le taux de personnes d'âge supérieur à 60 ans est de 25,8 % la même année, alors qu'il est de 32,3 % au niveau départemental.
En 2018, la commune comptait 226 hommes pour 212 femmes, soit un taux de 51,6 % d'hommes, largement supérieur au taux départemental (48,41 %).
Les pyramides des âges de la commune et du département s'établissent comme suit.
| Hommes | Classe d’âge | Femmes |
| ------ | ------------ | ------ |
| 0,4    | 90 ou +      | 2,3    |
| 8,4    | 75-89 ans    | 14,9   |
| 14,1   | 60-74 ans    | 11,7   |
| 19,9   | 45-59 ans    | 22,5   |
| 20,8   | 30-44 ans    | 18,9   |
| 17,7   | 15-29 ans    | 16,5   |
| 18,7   | 0-14 ans     | 13,2   |

| Hommes | Classe d’âge | Femmes |
| ------ | ------------ | ------ |
| 1      | 90 ou +      | 2,7    |
| 9,2    | 75-89 ans    | 12     |
| 20,6   | 60-74 ans    | 21,3   |
| 20,7   | 45-59 ans    | 20,3   |
| 16,8   | 30-44 ans    | 16     |
| 15,6   | 15-29 ans    | 13,4   |
| 16,1   | 0-14 ans     | 14,3   |

## Économie

### Agriculture
Magnac-Lavalette-Villars est une commune agricole.

### Industrie
- Avel est une société de fabrication de cirage et produits d'entretien, décentralisée à Magnac-Lavalette en 1986[39].

## Équipements, services et vie locale

### Enseignement
Dans les années 2000-2020, l'école était un regroupement pédagogique intercommunal (RPI) entre Gardes-le-Pontaroux et Magnac-Lavalette, qui accueillaient chacune une école élémentaire avec une classe. En 2023, l'école de Magnac-Lavalette a fermé et un poste supplémentaire a été créé à Gardes-le-Pontaroux.
Le secteur du collège est Villebois-Lavalette.

## Culture locale et patrimoine

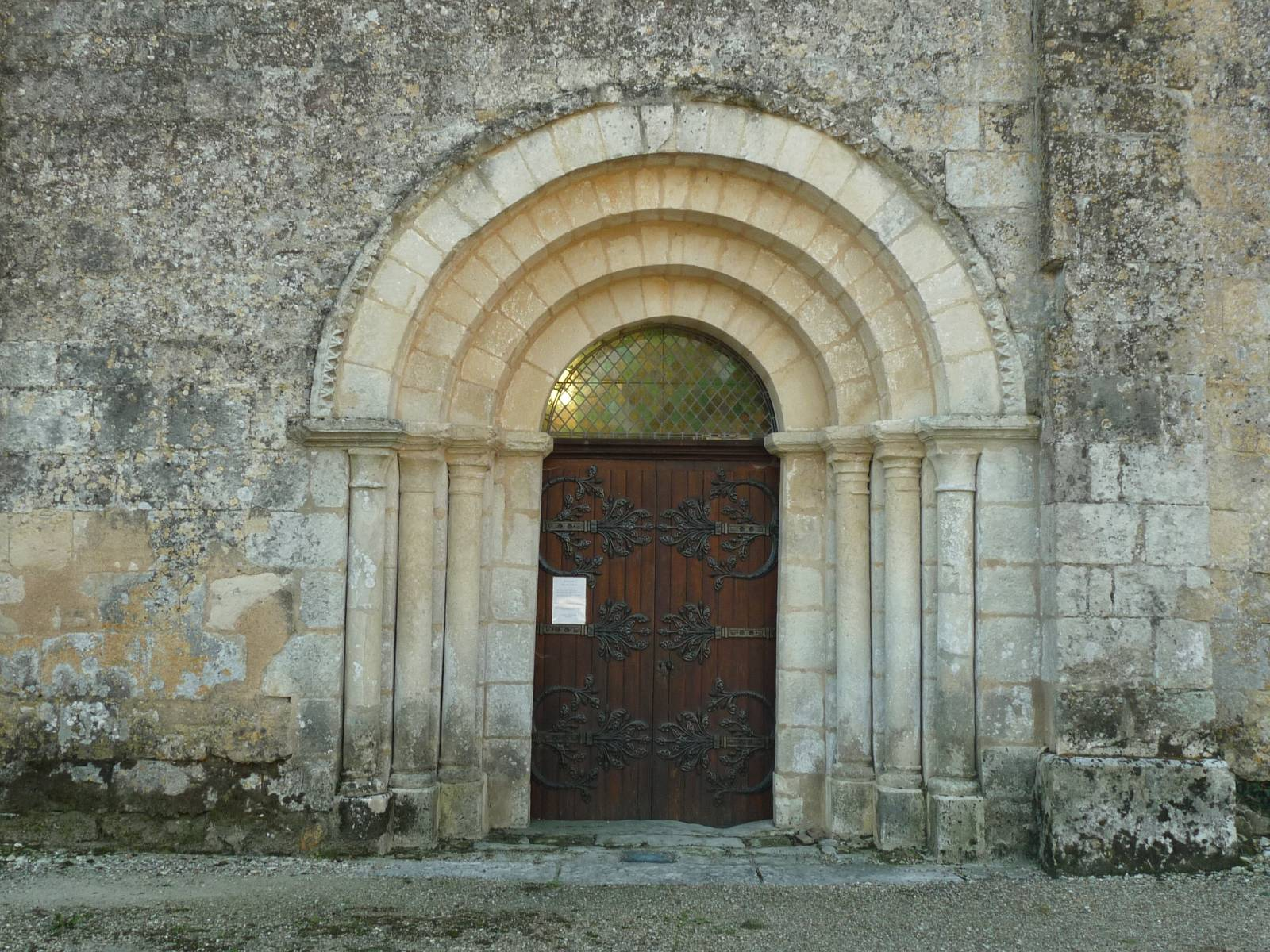
Portail de l'église Saint-Étienne.

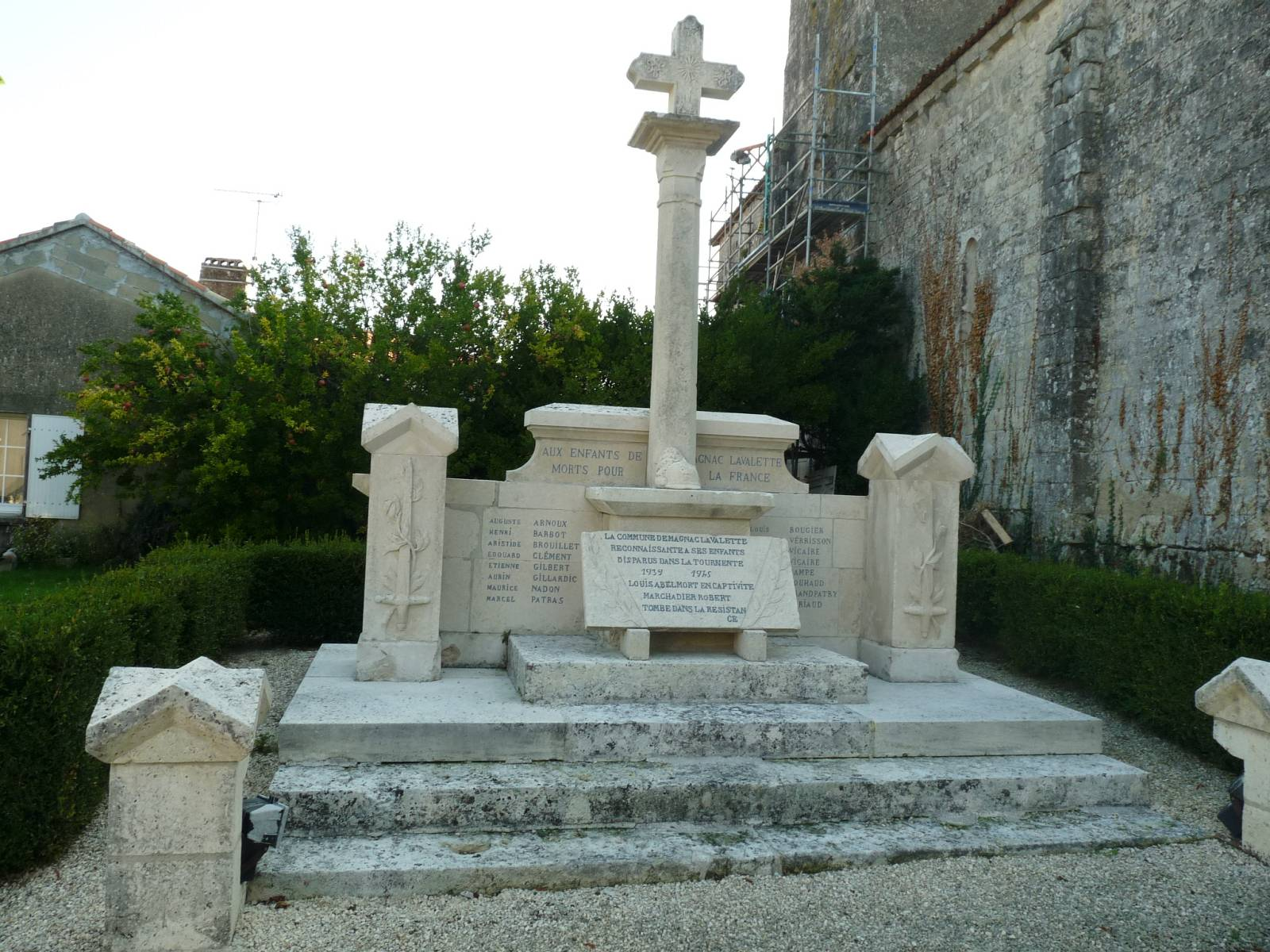
Le monument aux morts.

### Lieux et monuments

#### Église Saint-Étienne
L'église paroissiale Saint-Étienne, située au bourg de Magnac-Lavalette, est romane, construite à la fin du XIIe siècle. Elle possède un portail inscrit monument historique depuis 1926.

### Villars
Le village de Villars, ancienne commune, et son église. Elle a conservé une mairie annexe.

Villars
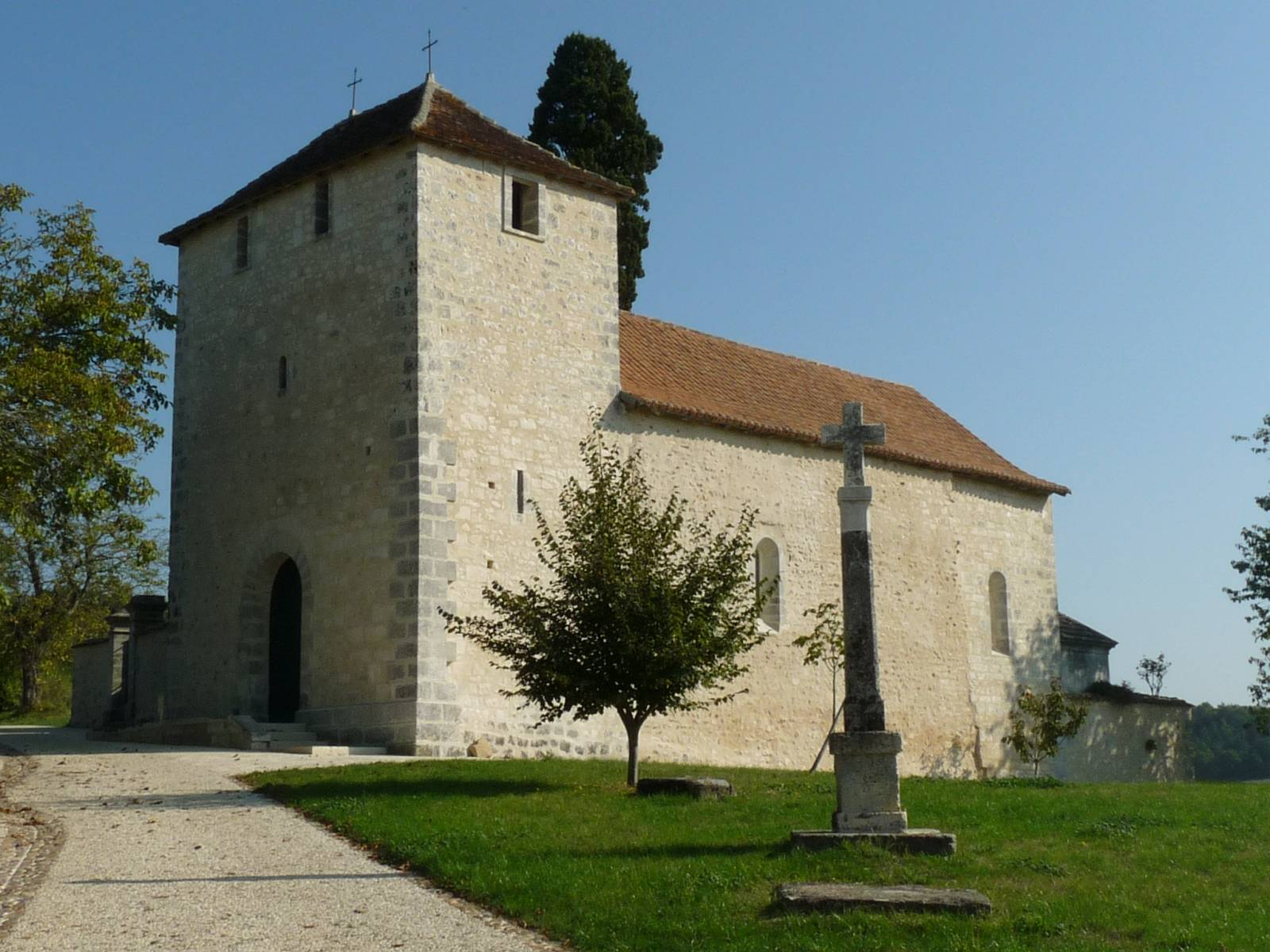
L'église.
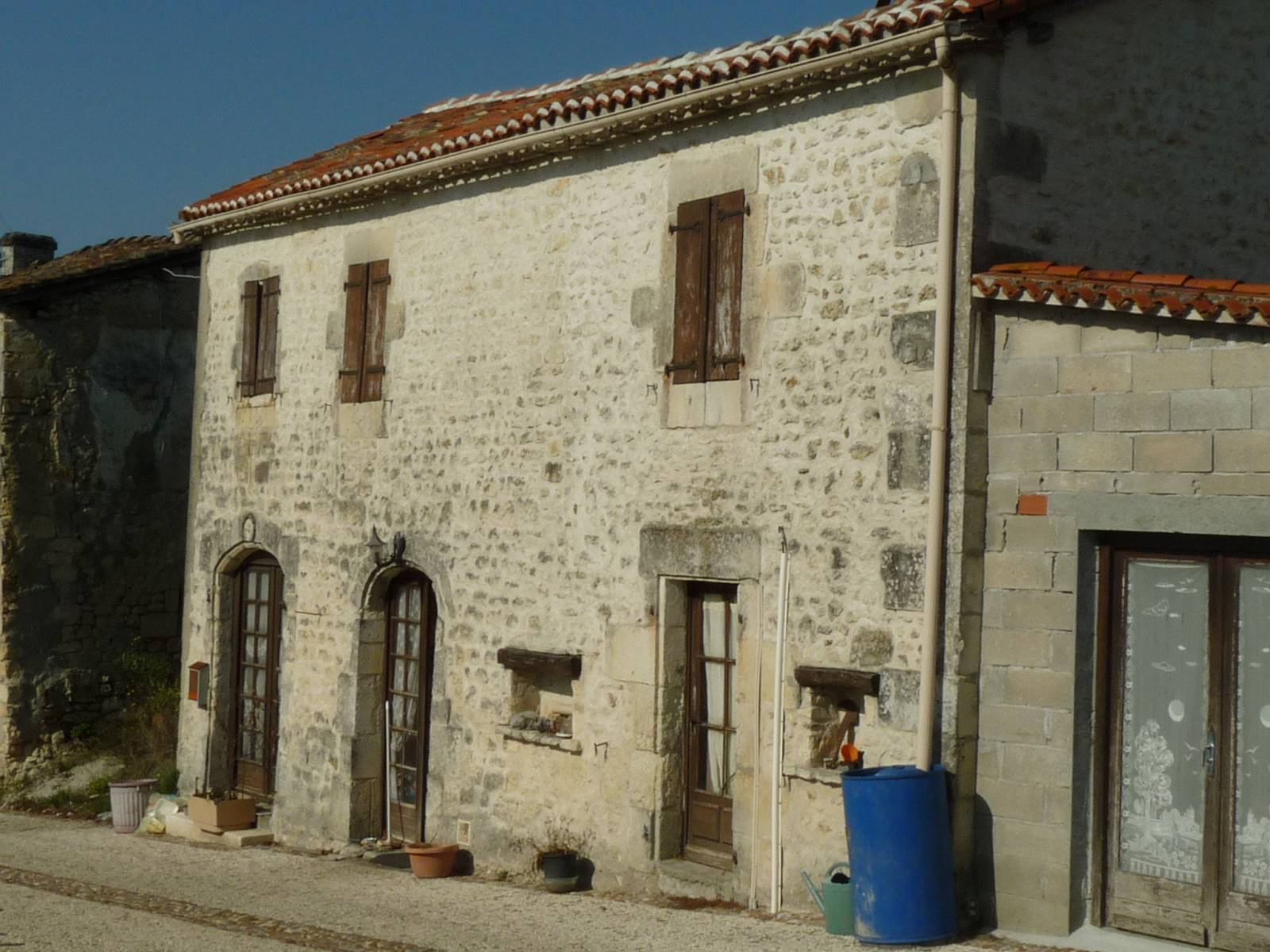
Maison ancienne.

### Personnalités liées à la commune
- Raymond Réthoré (1901-1986) : homme politique charentais, député et constructeur du château de la Mercerie.